# O Thiasos TeatroNatura
O Thiasos TeatroNatura è una compagnia teatrale italiana diretta da Sista Bramini con sede a Roma e composta stabilmente da Camilla Dell'Agnola, Veronica Pavani, Carla Taglietti, Valentina Turrini. 

## Storia
La compagnia nasce nel 1992 come associazione culturale in occasione del Festival di Santarcangelo, per volontà di Sista Bramini, direttrice artistica, regista, autrice e narratrice, Francesca Ferri, musicista compositrice, allieva di Giovanna Marini, e Maria Mazzei, esponente del Movimento di Cooperazione Educativa, esperta di teatro educazione. Da allora la compagnia ha realizzato, sia in Italia che all'estero, spettacoli e performance portati in scena all'interno di riserve naturali, parchi, siti archeologici e aree da valorizzare secondo il genere TeatroNatura creato da Sista Bramini. Dal 2000 l’associazione O Thiasos TeatroNatura ha sede presso la Sala Cantieri Scalzi di Roma. Nel 2005 la compagnia ha fondato una sezione dedicata ai più giovani per sensibilizzarli riguardo alla salvaguardia dell'ambiente. O Thiasos ha collaborato a progetti di ricerca promossi dal dipartimento di Storia dell'Arte, Musart , dell'Università de La Sapienza di Roma, dalla Facoltà di Scienze della Formazione dell'Università della Valle d'Aosta e di Psicologia Ambientale dell'Università di Padova e partecipa a una ricerca sull'integrazione tra linguaggi condotta da IRIS (Istituto di Ricerca Interdisciplinare sulla Sostenibilità) dell'Università di Torino. 

## Caratteristiche e poetica
Gli elementi dichiarati della poetica della compagnia O Thiasos TeatroNatura sono l'importanza della relazione con il luogo naturale e il sito archeologico nella drammaturgia e nella regia; la metamorfosi di uno stesso spettacolo montato in spazi naturali e archeologici diversi e spesso itinerante nel paesaggio; la formazione di un attore sensibile, flessibile al complesso incontro tra teatro, (movimento, parola drammatica, canto polifonico) e natura circostante; il canto polifonico come elemento espressivo, come voce nuda; il mito come interrogativo e ricerca fertile tra passato e presente; la funzione dello spettatore come testimone mobile e presente; la formazione del pubblico ad essere parte del mondo dei viventi attraverso laboratori residenziali nella natura. Uno degli obiettivi della compagnia è fondere l'arte drammatica e la coscienza ecologica attraverso il TeatroNatura, una forma di spettacolo sperimentale in cui gli artisti coinvolti, natura circostante, spazio archeologico e pubblico creino una comunità interdipendente. Gli spettacoli comprendono canti polifonici tradizionali e originali, narrazioni tratte dai miti antichi della tradizione classica e orientale, elementi di movimento danza, e non si avvalgono d’illuminazioni artificiali o amplificazione. Svolgendosi spesso al tramonto o all’alba, includono il passaggio della luce nella drammaturgia per un più profondo coinvolgimento estetico e spirituale di attori e spettatori. Le attrici e gli attori della compagnia creano un contatto diretto con l'ambiente esterno che oltre ad essere spazio scenico diventa effettivo personaggio della performance.

## Riconoscimenti
Nel 2002 O Thiasos ha vinto il premio Europarc come “miglior progetto di interpretazione del territorio”.
Nel 2011 con lo spettacolo La leggenda di Giuliano, tratto dal racconto di Gustave Flaubert, vince la seconda edizione del concorso I Teatri del Sacro (Federgat).

## Teatro
- - Aspettando Godot (1991), presentato al Festival di Santarcangelo (1992)
  - Crepuscolo (1994)
  - Ifigenia in Tauride (1997)
  - Pentesilea (1998), debutto alla Villa di Plinio Pineta di Castelfusano, Estate Romana
  - Sorores Ludi (2000), debutto all'interno del progetto Per antiche vie di Mario Martone per il Giubileo
  - Vertumno e Pomona (2001)
  - Metamorfosi Laboratorio (2002), debutto al Bosco di Capodimonte a Napoli
  - Le flagellanti (2002), regia di Roberto Silvestri, debutto al parco regionale del Pineto a Roma presentato al Festival Teatro di Gioia 2004, e a Belluno, Festival Il filo di Arianna 2007[5]
  - Miti d'acqua (2003) presentato al Magfest, Cuba, 2012; al Centro "Porta Grodzka - Teatro NN", Lublino (Polonia)[6], Incontro con i Narratori del Mondo 2014
  - InCorpiNuovi (2003), presentato a Torino, Parco la Mandria, Teatro al naturale VI	edizione
  - Contro di Me (2005), Teatro Furio Camillo, Roma
  - Numa,ovvero Roma non fu fatta in un giorno (2006), presentato al Teatro Palladium Roma, XVII Convegno Internazionale di Studi Cinematografici, Università Roma 3, 2011
  - Nascita di Roma (2006) presentato al Vascello dei Piccoli, rassegna di teatro per l'infanzia e la gioventù) Teatro Vascello, Roma
  - Le Trampoline (2007) Carnevale Tradizionale Romano, IX Municipio del Comune di Roma
  - Il Carro del Sole (2007) Valenza Po, Villa Groppella, progetto Naturalmente Creativi
  - Miti di Stelle (2007), presentato a Lisbona, Gulbelkian Foundation, nell'ambito del convegno Science and Digital Society e ad Arte Sella[7] (2011)
  - Il Terzo Passo, ideazione e regia di Sista Bramini e Lorenza Zambon, creazioni di Casa degli alfieri, O Thiasos TeatroNatura, Teatro immagine, La Casa di Rappresentato a Milano, Parco Nord – Sesto San Giovanni ogni anno dal 2008 al 2012 nell'ambito del Festival della Biodiversità[8]
  - Danzò Danzò (2008), presentato a Holstebro (Danimarca), in TRANSIT 6 International women's theatre festival Odin Teatret[9] (2009)
  - Rose Rosse (2009), debutto al Teatro Cilea di Reggio Calabria
  - Il Camminante (2009), debutto nella Rassegna dei Teatri Andanti, Teatro delle Selve, antica via degli Scalpellini (Pella, lago d'Orta, VA). Da un libro della scrittrice Laura Pariani.
  - Ho tremato con la terra (2010) nell'ambito del Laboratorio sperimentale della Scuola estiva di perfezionamento in Seismic Risk Management, Università di Udine[10]. Spettacolo dialogo tra O Thiasos, la fotografa Alice Benessia, i professori Bruna De Marchi e Silvio Funtowicz
  - Vassilissa nella foresta della Baba Yaga (2009), Teatro Biblioteca Quarticciolo, Roma
  - Metamorfosi della Ninfa Io (2010) debutto a Pescasseroli Parco d'Abruzzo Europarc 2, presentato alla Villa di Massenzio[11], progetto Fabulae 2014 Roma
  - Il Filo d'Oro (2011) Castelnuovo di Farfa (RI), Festa del Museo dell'Olio". Progetto realizzato da O Thiasos TeatroNatura in collaborazione con Regione Lazio, Università La Sapienza di Roma e Museo dell'Olio di Castelnuovo di Farfa[12]
  - La leggenda di Giuliano (2011), Lucca (orto botanico) Vincitore Teatri del Sacro, Federgat[13]
  - Niobe (2012) con i musicisti Mario Brunello, Marco Rizzi e Danilo Rossi, i cantanti Marina Bartoli, Razek Francois Bitar e Alberto Allegrezza. Presentato a Borgo Valsugana (TN), nell'ambito del progetto “Fucina Artesella/Fucina Madre” Teatro Naturale Artesella, Museo Internazionale di arte contemporanea in natura[14]
  - La donna scheletro (2012), presentato al 6º Festival della Biodiversità[15], Parco Nord, Milano (2013)
  - Mila di Codra (2013), tratto da La figlia di Iorio di Gabriele D’Annunzio, drammaturgia di Dacia Maraini, debutto al XIII Festival Teatro di Gioia nel Parco Nazionale d'Abruzzo-Lazio e Molise[16]
  - Demetra e Persefone, parco Regionale del Pineto, Roma, presentato a La Soffitta, Università di Bologna (2013)[17]
  - Venere e Adone (2014) di William Shakespeare, debutto alla Fondazione Roma Museo, Palazzo Sciarra, Roma
  - Tempeste (2014), debutto al Festival Le Pietre che Cantano[18] (Pagliara di Tione, Abruzzo), presentato al Parco archeologico di Poseidonia, Paestum, evento organizzato dalla Soprintendenza per i Beni Archeologici di Salerno, Avellino, Benevento e Caserta
  - Fermento (debutto il 19 settembre 2015 al Parco Nord Milano) - Spettacolo itinerante dal tramonto all'alba
  - Viaggio di Psiche (2016) da Amore e Psiche di Apuleio, debutto Crypta Romana, Cuma (NA), 24 settembre 2016, Progetto Anemos MiBACT, Parco archeologico dei Campi Flegrei, O Thiasos TeatroNatura.
  - ARONA CHE VOLA (2016) I deliri di San Carlo, Drammaturgia di Dacia Maraini, debutto Antico Porto di Arona, 7 settembre 2016, Festival, il Teatro sull’Acqua.

## Lista parziale di pubblicazioni
(Pubblicazioni di Sista Bramini che si riferiscono anche a O Thiasos)
- S. BRAMINI, N. LANCIANO, F. LORENZONI, M. SPADARO, Il cielo negli occhi, in Il Bambino scienziato, Ed. IBM, 1986
- Il cielo negli occhi, con N. Lanciano, F. Lorenzoni, M. Spadaro, in Il Bambino scienziato, Ed. IBM, 1986
- La caccia al vento, in A cielo aperto, MCE 1988
- In margine al Teatro delle Sorgenti di Jerzy Grotowski: considerazioni di metodo, in Biblioteca teatrale, n. s., gennaio-marzo 1995, Bulzoni editore
- Fare teatro in sintonia con la natura, in Primafila, n. 23, settembre 1996, pp. 39–41
- Ascoltare la natura, in Una città, n. 55, gennaio 1997, pp. 12–13
- Il mondo naturale visto come partner vivo, intervista in Teatri delle diversità, rivista europea, 2002, n. 21
- La vocazione teatrale del paesaggio in A. CAPELLI – F. LORENZONI (a cura di), La nave di Penelope, Atti del Convegno internazionale Intrecci tra Educazione, Arte, Natura nella prospettiva della conversione ecologica, Giunti, Firenze 2002 e in Eco, l'educazione sostenibile, n. 9, 2002
- La vocazione teatrale del paesaggio in "La nave di Penelope", Giunti Editore, 2003
- Un teatro nel paesaggio. Fotografare O Thiasos Teatro Natura, con F. Galli, Titivillus Editore, 2007.
- Miti di stelle al Planetario di Roma e considerazioni sulla conoscenza vissuta tra arte e scienza, Roma, Museo di Zoologia, convegno Musei scientifici verso la sostenibilità. Stato dell'arte e prospettive, 2008.
- La percezione nel TeatroNatura in Osservatorio sulla biodiversità in Italia, La mucca e il frigorifero a cura di Tullia Costa e Danilo Selvaggi, LIPU birdlife Italia 2008
- O Thiasos TeatroNatura nei 10 anni di Naturalmente Arte, pp 43–53, in Teatro e Natura, Vivere i parchi gli occhi e con il cuore, a cura di Tomaso Colombo e Lorenza Zambon, Marco Valerio Ed.2011
- Ringraziamento a Ferruccio Marotti. Se non si danza non si sa cosa succede, pp-Studi e testimonianze in onore di Ferruccio Marotti. II – Il Novecento dei teatri II, L'attore: tradizione e ricerca, Biblioteca teatrale, rivista trimestrale di studi e ricerche sullo spettacolo. Nuova serie, a cura di Guido Di Palma, Luciano Mariti, Luisa Tinti, Valentina Valentini; Bulzoni Editore, Roma 2012
- Il teatro per un sentire e un conoscere sostenibili (pag. 149-158),  in I linguaggi della sostenibilità-Nuove forme di dialogo nel museo scientifico, collana elettronica dell'Associazione Nazionale Musei Scientifici (ANMS), nata nel Museo Civico di Zoologia di Roma, a cura di Elisabetta Falchetti e Beatrice Utzeri. (Roma, 2013)
- L'erranza in O Thiasos TeatroNatura: pratiche del camminare, in Agire il paesaggio. Teatri, pensieri, politiche del ‘luogo’. Rivista RICERCHE DI S/CONFINE Oggetti e pratiche artistico/culturali, edita dal Dipartimento dei Beni Culturali e dello Spettacolo dell'Università di Parma, a cura di Franco Acquaviva e Roberta Gandolfi, saggi di: Acquaviva, Bramini, Cecchi, Pasquini-Berselli, Scabia, Zambon, Gandolfi, Bianchi, Romanini, Gasparini, Colombo, Menatti, Messori, Papotti (2013)
- Intervista a Sista Bramini “Natura come luogo di cerimonia dell'umano” Culture Teatrali online, Studi interventi e scritture sullo spettacolo, 2013
- C'è un teatro (ultraumano) nel bosco. Nel 2012 O Thiasos TeatroNatura ha festeggiato i suoi primi vent'anni di lavoro “alla ricerca del genius loci, Teatri delle diversità-Performer e Natura, Rivista Europea, Edizioni Nuove Catarsi a cura dell'Associazione culturale Aenigma”,  N. 63, giugno 2013  (pag. 32-33)
- S. BRAMINI, Come api il proprio miele. Il silenzio nei laboratori di OThiasos TeatroNatura, in  rEsistenze appunti per una pedagogia irriducibile, a cura di Elisabetta Falchetti, Anima Mundi Editrice, Otranto ( Le), 2015 e in  Culture del teatro moderno e contemporaneo, per Angela Palladini Volterra, Universitalia, Roma 2016
- S. BRAMINI, Un filo d’oro si snoda nel paesaggio, progetto festa del museo dell’olio di Castelnuovo di Farfa, in MUSART itinerario nei musei storico-artistici del Lazio, Guaraldi LAB 2016
- S. BRAMINI, Danzatrice nel paesaggio, ricordo di Maria Mazzei, regista, attrice e ricercatrice ispirata dagli spazi naturali, in La nuova Ecologia il mensile di Legambiente, Anno XXXVI, Numero 1, Gennaio 2016, p. 85

### Altri autori
- I.- X. VAYRON, Échos d’orient. Visions de glaneurs de musiques, Paris, Transboréal 2001, pp. 16-17. VV., Tramonti d’Acqua e Il perché di un’azione nelle acque di un fiume, in Acqua, cloaca, risorsa, meraviglia, Macro/edizioni, Preggio (PG) 1989
- F. LORENZONI, La Casa-laboratorio di Cenci, in L’Ospite bambino, Edizioni Theoria, Roma-Napoli 1994, pp. 73-121
- F. FERRI, Il canto del corpo antico, ETI Scuola, Roma 1999
- F. FERRI – X. REBUT – C. VEDOVATI, Intorno alla voce di Giovanna Marini, in Couscous, gennaio	2000
- F. FERRI, Archeologia dei sentimenti. Il canto come possibilità di nutrirsi, proteggersi, esprimersi, ricordare, in Eco, l’educazione sostenibile, n. 9, 2002
- F. FERRI, Digiunare, divorare. Il canto tradizionale come luogo necessario, in A. CAPELLI - F. LORENZONI (a cura di), La nave di Penelope, Atti del Convegno internazionale Intrecci tra Educazione, Arte, Natura nella prospettiva della conversione ecologica, Giunti, Firenze 2002
- M. MAZZEI, L’Inno a Demetra ai Quartieri Spagnoli, in A. CAPELLI – F. LORENZONI (a cura di), La nave di Penelope, Atti del Convegno internazionale Intrecci tra Educazione, Arte, Natura nella prospettiva della conversione ecologica, Giunti, Firenze 2002
- E. PACIULLI, Quaderno di viaggio, in AA.VV., Declinazioni teatrali. Tre laboratori nella provincia di Roma, Teatro di Roma, Roma 2004, pp. 58-91
- C. TAGLIETTI, Segni di terra, in cammino nel TeatroNatura: dalle premesse storiche alle esperienze contemporanee, Università di Bologna, facoltà di Lettere e filosofia, a.a. 2004-05, tesi di laurea in Organizzazione ed economia dello spettacolo
- M.VALENTI, Naturalmente Creativi, in Conflitti, Rivista italiana di ricerca e formazione psicopedagogica, 2008, anno 7 n.3.
- C. BARUFFI, TeatroNatura: storia e riflessioni con una appendice sul lavoro con Marie Maud Robart, Università degli studi di Roma “La Sapienza”, facoltà di Lettere e Filosofia, a.a. 1998-99, tesi di laurea in Storia del Teatro e dello spettacoloG. BARBIERO, Una risposta: Ecologia Affettiva per la Sostenibilità, L’Ecologia Affettiva, Etroubles (AO) 2010-2011
- M. GIACOBBE BORELLI, In fondo è solo una questione di sguardi. La percezione del nostro corpo al centro del rapporto tra la persona e la natura. Come ritrovare le nostre radici, Teatri delle diversità-Performer e Natura,Rivista Europea, Edizioni Nuove Catarsi a cura dell’Associazione culturale Aenigma”, N. 63, giugno 2013 (pag. 34)
- M.PASCARELLA	INTERVISTA S. BRAMINI, C’è un teatro (ultraumano) nel bosco. Nel 2012 O Thiasos TeatroNatura ha festeggiato i suoi primi vent’anni di lavoro “alla ricerca del genius loci, Teatri delle diversità-Performer e Natura, Rivista Europea, Edizioni Nuove Catarsi a cura dell’Associazione culturale Aenigma”, N. 63, giugno 2013  (pag.	32-33)
- AA.VV, TeatroNatura. Il Teatro nel paesaggio di Sista Bramini e il progetto	“Mila di Codra”, a cura di Maia Giacobbe Borelli prefazione di Dacia Maraini, Editoria&Spettacolo, Roma 2015
- R. BERTO, M. PASINI, G. BARBIERO, How does Psychological Restoration Work in Children? An Exploratory Study, Journal of Child and Adolescent Behaviour, 2015
- M. GIACOBBE BORRELLI, Il teatro nella natura: attori nomadi e voci nel paesaggio, in Culture del teatro moderno e contemporaneo, per Angela Palladini Volterra, Universitalia, Roma 2016
- M. GIACOBBE BORELLI, Il teatro nella natura: attori nomadi e voci nel paesaggio, CLICI Università degli Studi di Roma “Tor Vergata”